# Todd McKee
Todd C. McKee (Kentfield, Californië, 7 november 1963) is een Amerikaans acteur. Hij is bekend van de soapseries Santa Barbara en The Bold and the Beautiful.
McKee besloot al op vroege leeftijd om acteur te worden. Hij ging ooit met een vriend naar een auditie, maar het was McKee die aangenomen werd. Zijn debuut maakt hij vervolgens in een reclamespotje voor McDonald's.
Van 1984 tot 1989 verscheen hij in Santa Barbara als Ted Capwell. Vanwege gebrek aan verhaallijn besloot hij deze soap te verlaten. In 1990 werd hij aangenomen bij The Bold and the Beautiful. Hij speelde daar Jake MacLaine, een jonge man met een traumatisch verleden.
In 1989 had McKee kort een relatie met actrice Carrington Garland, die in Santa Barbara zijn zus speelde.